# Чернігівка (Покровський район)
Чернігівка (раніше Красноярське) — селище Добропільської міської громади Покровського району Донецької області, Україна.

## Символіка
Герб перетятий на срібне та лазурове поле. В першому - чорний орел, половина якого виникає зліва. В другому - срібна підкова вушками догори, в середині якої срібний козацький хрест.
Герб Чернігівки поділено навпіл і складено з двох гербів, які зробили найбільший внесок в розвиток селища. Від заснування та розбудови - родовий герб Роговських, від назви хутора до сучасної назви селища - чорний орел з герба Чернігівської області.
Символіка не є офіційною і розроблена в рамках проєкту "Донеччина в гербах".

## Історія

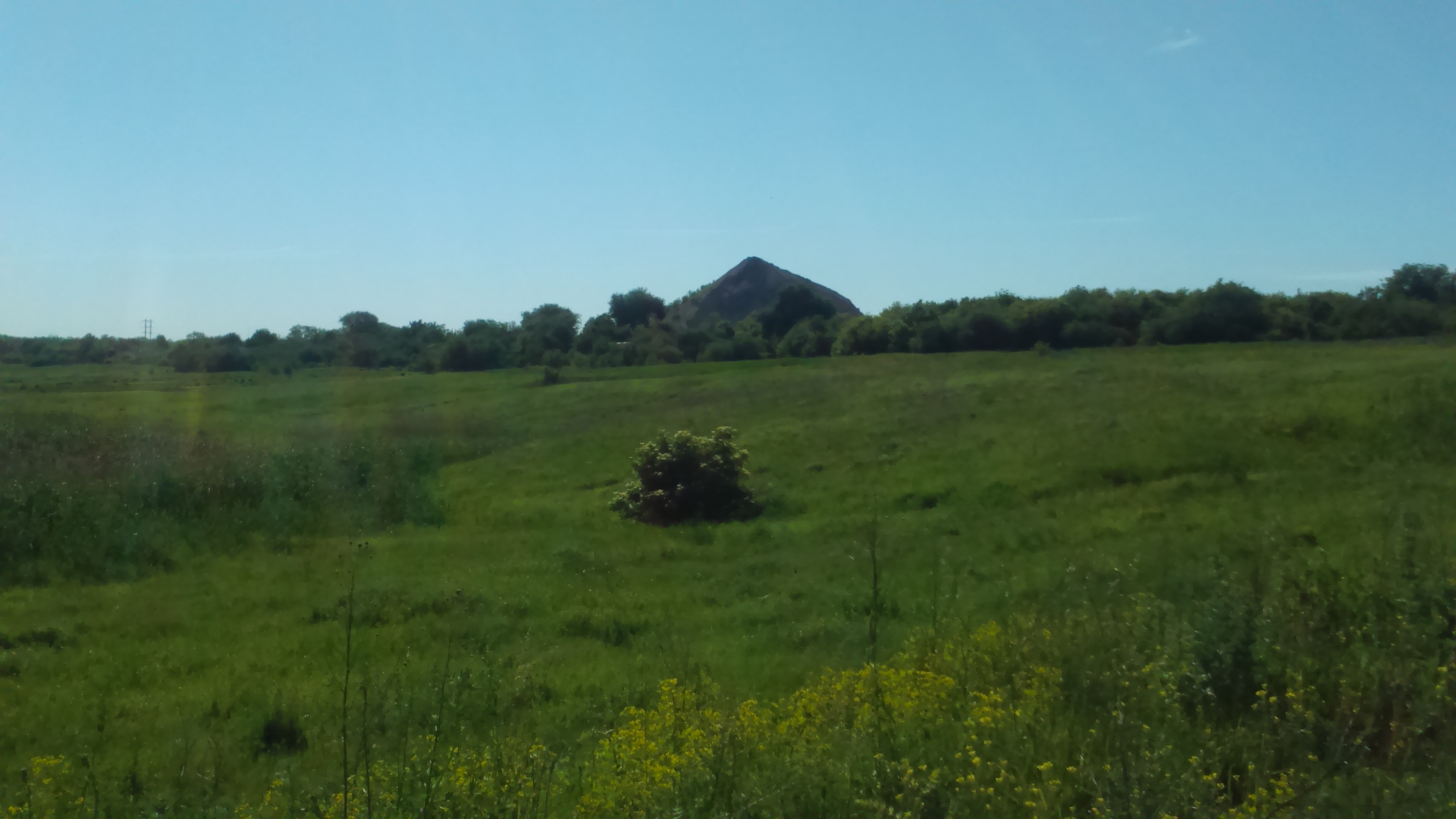
Чернігівка перша

На карті 1861 року зазначено, що на місці нинішнього села розташований хутір Іванівка.
Поля навколо хутора належали дворянину, пану Роговському.Після смерті батьків, в 1909 році маєтком володів син Н. К. Роговський. Мав 1800 дес. землі, яка оброблялася кіньми і воломи. Мав парову мельницю. Постійних робочих було 36 чоловік. сезонних — 150.
У 1922 році з Чернігівської губернії на хутір переселяли людей цілими сім'ями, з усім господарським майном. Хутір став носити назву Чернігівка. Хутір розташовувався в логовині. У селі було дві довгі вулиці довжиною приблизно 3 км.

Під час війни хутір зайняли німці. Вони гнобили місцевих жителів забирали продукти харчування. На самому краю хутора німці зробили сильне зміцнення. Там, де було колгоспне управління, розташувався німецький штаб, цистерни з пальним, гармати.

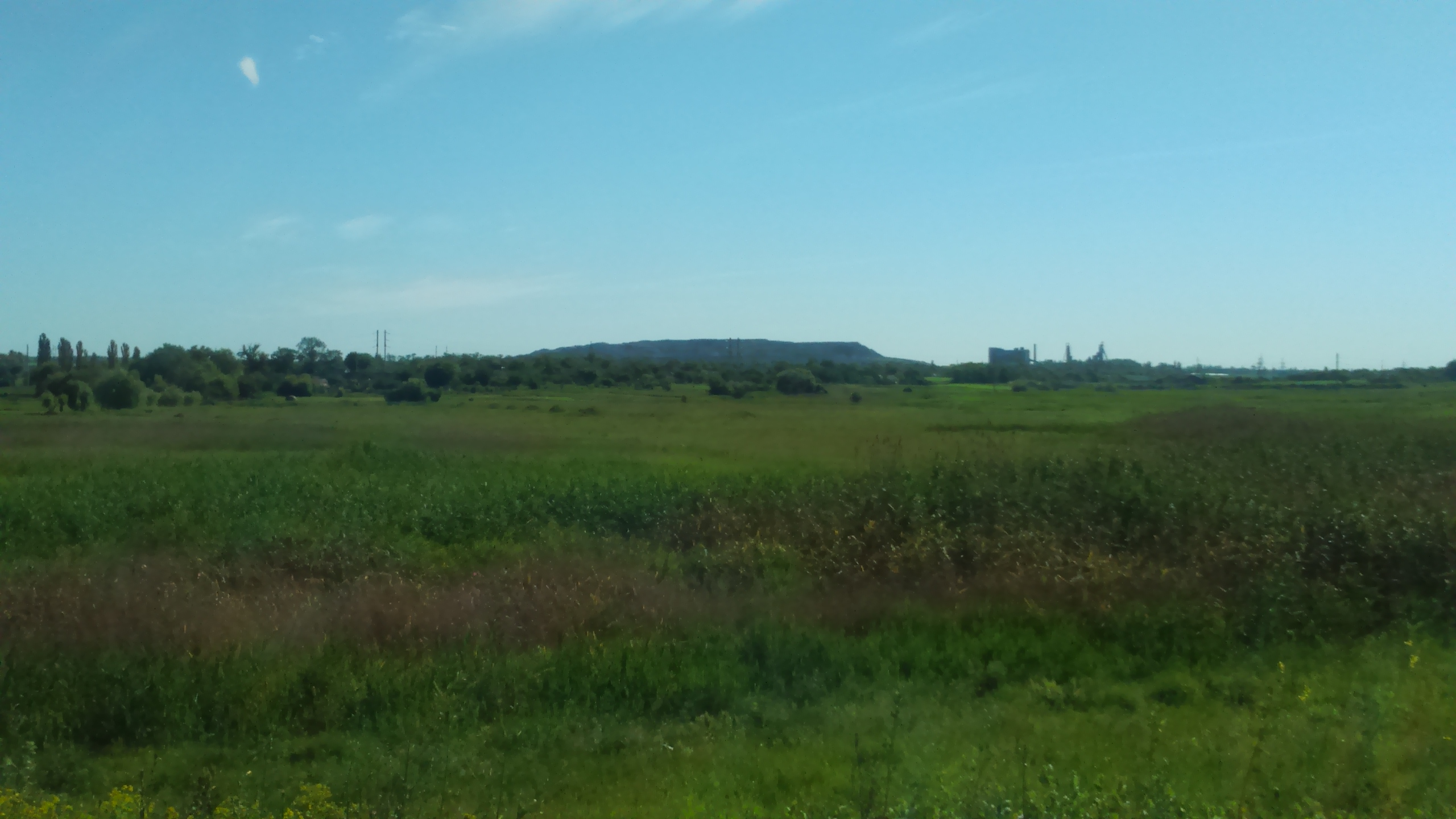
Чернігівка друга

Наприкінці літа 1943 року почався наступ червоної армії в районі хутора. Чотири рази хутір переходив з рук у руки, але в самому хуторі руйнувань не було. Снаряди перелітали хутір і вибухали аж за кладовищем, або не долітали й падали казна-де. Тільки один снаряд влучив у дах баби Жучихи і стирчав там поки в хутір не зайшли червоні й не розмінували його.
10 квітня 2024 року Комітет Верховної Ради України з питань організації державної влади, місцевого самоврядування, регіонального розвитку та містобудування підтримав перейменування села на Чернігівка.

## Населення

### Мова
Розподіл населення за рідною мовою за даними перепису 2001 року:
| Мова            | Кількість | Відсоток |
| --------------- | --------- | -------- |
| українська      | 670       | 82.30 %  |
| російська       | 138       | 16.95 %  |
| білоруська      | 4         | 0.49 %   |
| румунська       | 1         | 0.13 %   |
| інші/не вказали | 1         | 0.13 %   |
| Усього          | 814       | 100 %    |